# Ústav informačních studií a knihovnictví Filozofické fakulty Univerzity Karlovy
Ústav informačních studií a knihovnictví (ÚISK) je ústav Filozofické fakulty Univerzity Karlovy v Praze, který se zaměřuje na výuku a výzkum v oblastech informační vědy, knihovnictví, knižní kultury a nových médií. Nabízí studium v bakalářském, navazujícím magisterském i doktorském programu a podílí se na řadě vědeckých projektů zejména z oborů digital humanities, knižní kultury a herního průmyslu. Od roku 2020 sídlí v budově Na Příkopě 29 na Praze 1.
Studium probíhá zejména v budovách Šporkova paláce a v Celetné ulici, dále v Hotelu Krystal a v hlavní budově Filozofické fakulty UK na náměstí Jana Palacha.

## Historie

### 50.–60. léta 20. století: vznik katedry a první podoby studia
Ústav během své existence vystřídal mnoho jmen. První samostatnou katedrou Filozofické fakulty UK vyučující knihovnický obor, a tedy pokládající základní kameny pro vznik dnešního ÚISKu, byl Lektorát knihovnictví založený v roce 1950 a vedený Jaroslavem Drtinou. Zprvu nabízel pouze dvouleté studium, 2 roky po svém vzniku se přejmenoval na Katedru knihovnictví a v roce 1953 bylo studium prodlouženo na 5 let. Tou dobou už jej bylo možné studovat i dálkově a katedra přijímala vědecké aspiranty jako formu postgraduálního studia. V roce 1959 byla zavedena možnost užšího zaměření studia, a to v literární, technické nebo biologické oblasti.
V letech 1961–1968 katedra existovala jakou součást tehdejšího Institutu osvěty a novinářství (později Fakulta sociálních věd a publicistiky) a nově přibylo zaměření fyzikálně-chemické. Během této doby začal být udělován titul PhDr a styl výuky odrážel celospolečenské cítění 60. let, což se projevilo například v tom, že přednášky nadále nebyly povinné, a přístup ke vzdělání se tak stal individuálnějším. Roku 1967 byla katedra přejmenována na Katedru knihovnictví a vědeckých informací (v roce 1973 pak na Katedru vědeckých informací a knihovnictví) v reakci na nové předměty z oblasti dokumentace a vědeckých informací a jejím novým vedoucím se stal Jiří Kábrt.

### 1968–1989: období normalizace a úpadek oboru
Po roce 1968 se katedra vrátila pod Filozofickou fakultu a mnoho změn z předchozích let bylo během období normalizace zrušeno. V důsledku politické situace dostali v roce 1970 někteří pedagogové zákaz vyučovat a několik jich roku 1973 muselo z katedry odejít, výuka oboru tedy trpěla na personální a i finanční nedostatky. Její obsah byl propojován s ideologií marxismu-leninismu. Studium na katedře v 80. letech 20. století studenti označovaly za „nudné a plné apatie“. V roce 1990 byl Jiří Kábrt ve funkci ředitele vystřídán Jiřím Cejpkem, který zvítězil v tajných volbách učitelů a studentů po událostech Sametové revoluce v roce 1989.

### 90. léta 20. století – současnost: reakce na rozvoj oboru, přesun sídla

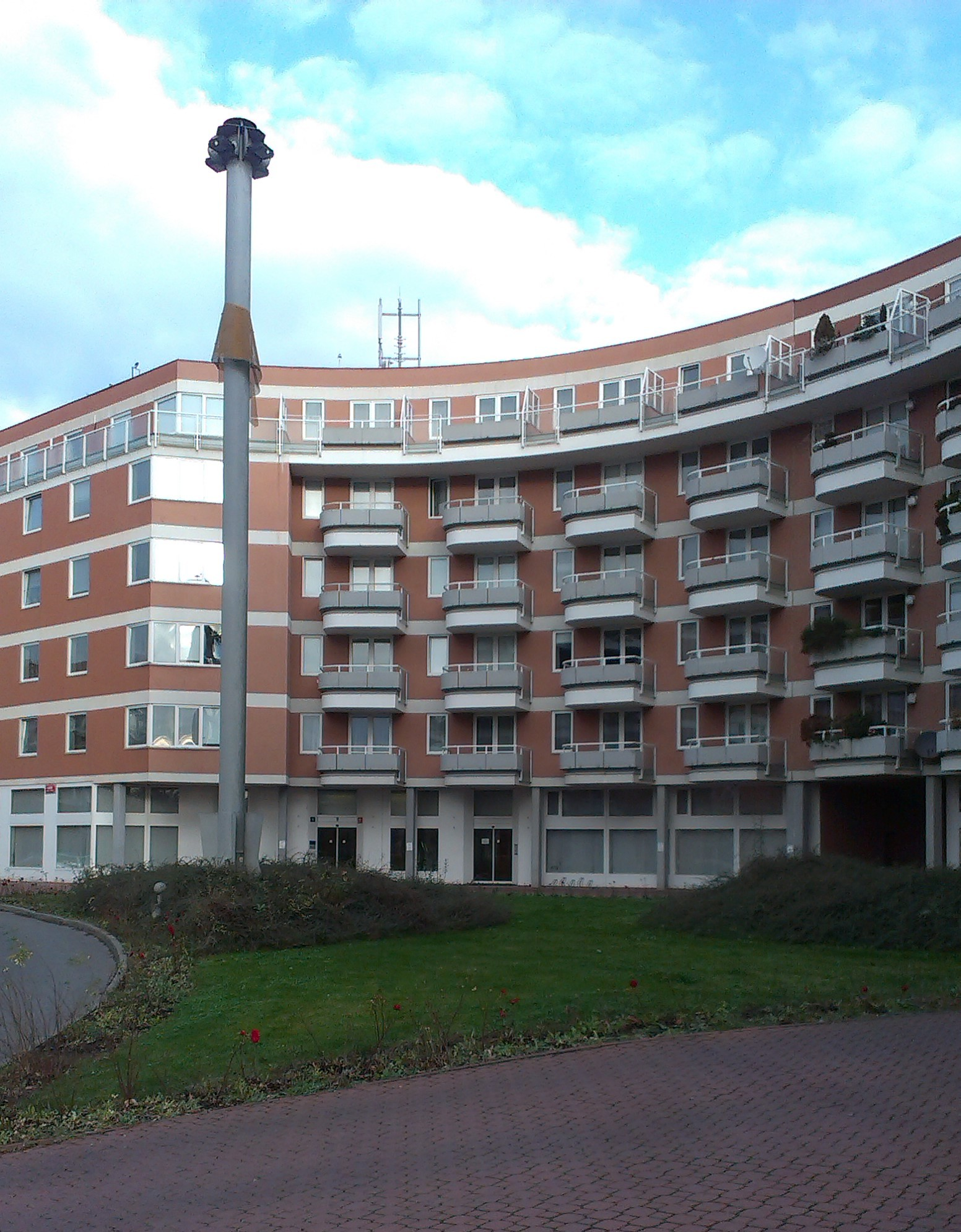
Budova Univerzity Karlovy v Areálu Jinonice v roce 2013

V průběhu 90. let na katedře kromě dalších začali vyučovat zahraniční odborníci a pedagogové, kterým to předchozí totalitní režim neumožňoval. Katedra byla v roce 1993 přejmenována na Ústav informačních studií a knihovnictví a rok nato se vedení ujal Rudolf Vlasák. Výuka 90. let odrážela celosvětový rozvoj informačních technologií a nové trendy v knihovnictví, jako byla automatizace a OPAC. Zaměření studia bylo nově rozděleno na informační, knihovnické a knihovědné a jeho součástí se staly vícedenní výjezdy do zahraničí. Opět byl akreditován doktorský studijní program Informační věda. Od roku 1997 studenti vydávají oborový online časopis Ikaros.cz.
Po Rudolfu Vlasákovi se v roce 2002 stal novým ředitelem Richard Papík, jeho významným počinem v této funkci byl začátek tradice letních seminářů ve spolupráci s Univerzitou Severní Karolíny v Chapel Hill. O deset let později jej vystřídala Barbora Drobíková, současnou ředitelkou ústavu je od roku 2019 Adéla Jarolímková. V akademickém roce 2006/2007 se poprvé otevřel magisterský program Studia nových médií, který patří k nejžádanějším na Filozofické fakultě. V průběhu let 2013-2019 prošly modernizací i všechny ostatní vyučované programy.
V letech 2000–2020 ústav sídlil v Areálu Jinonice na Praze 5, do budovy Na Příkopě 29 se poté přestěhoval z důvodů rozsáhlé rekonstrukce jinonické budovy.

## Studium
Ústav nabízí studium v bakalářském programu, dvou magisterských a jednom doktorském. Kromě toho podporuje výjezdy do zahraničí skrze projekt Erasmus+ nebo v rámci vlastní aktuální nabídky, nabídky FF UK a vládních stipendií.
Součástí všech programů jsou také povinné praxe, které studenti podstupují ve vybraném ročníku příslušného programu. ÚISK pro jejich splnění nabízí seznam spolupracujících institucí, ale studenti si mohou zvolit i mimo tuto nabídku.
| Studijní program       | Studijní obory                                                         | Délka studia | Forma studia                       | Možnost sdruženého studia |
| ---------------------- | ---------------------------------------------------------------------- | ------------ | ---------------------------------- | ------------------------- |
| Bakalářský             | Informační studia a knihovnictví (INSK)                                | 3 roky       | Prezenční či kombinované           | Ano                       |
| Navazující magisterský | Informace, média a knižní kultura (IMKK) Studia nových médií (StuNoMe) | 2 roky       | Prezenční či kombinované Prezenční | Ano                       |
| Doktorský              | Informační věda                                                        | 4 roky       | Prezenční či kombinované           | Ne                        |

### Bakalářský program
Náplň bakalářského programu s názvem Informační studia a knihovnictví zahrnuje jak studium knižní kultury a historie, tak i práci s knihovnickými zdroji a technologiemi, s informacemi, daty či metadaty. Studenti jsou též seznámeni s úvodem do informační vědy, nástrojů umělé inteligence nebo programovacích jazyků. Nabídka předmětů je široká a obor lze kombinovat i s jinými obory, které to umožňují. Absolventi se mohou uplatnit ve vzdělávacích či paměťových institucích například jako správci (digitálních) sbírek kulturního dědictví, databází a fondů, poskytovatelé informačních a knihovních služeb, ale také mimo ně jako digitální kurátoři, analytici nebo jako pracovníci v oblasti marketingu a zpravodajských služeb.
Zájemci o program si mohou před podáním přihlášky zaplatit přípravný online kurz, kde mají prostor klást dotazy, dozví se vše potřebné ohledně přijímacího řízení a mimoto se mohou seznámit navzájem a i s některými vyučujícími.

### Magisterské programy
Na ÚISKu jsou v nabídce dva magisterské programy: Informace, média a knižní kultura a Studia nových médií. Oba pro přijetí vyžadují řádné ukončení studia v jakémkoli typu studijního programu a jejich výstupem je magisterská práce.
Obsah programu Informace, média a knižní kultura se soustředí na propojení člověka s médii a informacemi. Obsahuje dva okruhy zaměření, ze kterých si lze vybrat; první se orientuje více na moderní technologie, informační zdroje a služby (informační podpora, kódování, rešeršní strategie), druhý se zabývá knižní kulturou a historií knihy od 15. do 18. století nebo knižními řemeslnými a grafickými technologiemi. Oba okruhy jsou dále doplněny předměty souvisejícími se čtenářstvím, informačním chováním a kurátorstvím. Absolventi se mohou uplatnit například jako informační specialisté či analytici, manažeři informačních institucí, znalci, badatelé či výzkumní pracovníci v oblasti výzkumu rukopisů a vzácných tisků nebo správci sbírek a digitálních archivů v téže oblasti.
Program nazvaný Studia nových médií se věnuje vzdělání v oblasti digital humanities a využívání nejmodernějších informačních technologií. Studenti získají přehled o jejich dopadu na lidskou společnost, naučí se s nimi kreativně pracovat a řešit komplexní problémy. Mezi uplatnění absolventů patří pozice UX designéra, datového specialisty nebo dále různé pozice ve výzkumných a vývojových organizacích, v obchodních, projekčních a poradenských organizacích, v oblastech médií a kulturní správy, či tvorby videoher, animovaných klipů, multimediální tvorby a mnoha dalšího.

### Doktorský program
Doktorský program s názvem Informační věda má absolventy připravit na vědeckou dráhu s širokou znalostí oboru informační vědy. Naučí je orientovat se v nejmodernějších vědeckých metodách, identifikovat, analyzovat, vyhodnocovat a interpretovat výchozí poznatky z oboru a vyznat se v trendech rozvoje informační a znalostní společnosti, informační politiky, informačního chování a informačních technologií. Program také představuje příležitost zapojit se do výuky a vést závěrečné práce studentů.

## Vyučující
Mezi současné (2025) vyučující na ústavu patří:
- Jan Dvořák, Dr.
- Mgr. Adéla Jarolímková, Ph.D.
- Dipl.-Math. Jana Javůrková
- Mgr. Pavlína Kolínová
- Ing. René Levínský, Ph.D.
- PhDr. Helena Lipková, Ph.D.
- doc. Jindřich Marek, Ph.D.
- Mgr. et Mgr. Čeněk Pýcha, Ph.D.
- PhDr. Radka Římanová, Ph.D.
- Mgr. Jakub Sedláček, Ph.D.
- Mgr. Michaela Slussareff, Ph.D.
- PhDr. Richard Šípek, Ph.D.
- doc. Mgr. Vít Šisler, Ph.D.
- Mgr. Josef Šlerka, Ph.D.
- Mgr. David Jiří Šlosar
- PhDr. Jiřina Šmejkalová, CSc.
- doc. PhDr. Petr Voit, CSc.
- Mgr. Nina Wanča, Ph.D.

## Ostatní
V roce 2014 byl studenty ÚISKu založen spolek Librain, jehož cílem je propojit studentstvo vzájemně mezi sebou, ale také s vyučujícími a s různými projekty ÚISKu. Slouží tedy jako komunitní sdružení studentů, kde je pojítkem společný zájem o studium a výzkum, ale kromě toho i mimostudijní zájmy jako třeba sport. Spolek od počátku svého založení pořádal konferenci KOKON (Komunitní Konference) zaměřenou na nejúspěšnější projekty studenstva a absolventů, její poslední ročník se uskutečnil v roce 2019. Během covidových let aktivita spolku opadla a dnes není příliš činný (pořádá alespoň setkání s názvem Dýchánek). Od roku 2015 je ústav členem mezinárodního uskupení informačně-vědních škol iSchools, což mu umožnilo účast na některých mezinárodních studiích a online seminářích. Od roku 2023 probíhají na Ústavu kurzy psaní Wikipedie, mimo jiné zaměřené na rozvoj článků v portálech Mediální gramotnost a Informační věda a knihovnictví.